# Bütner Károly
Bütner Károly, Büttner, Bytner (1801. augusztus 19. – Pozsony, 1886. december 28.) katolikus pap, kanonok.

## Élete
Güntherwitzi Büttner József (?–1826) körmöcbányai bányatanácsos és Schwimbach Franciska (1784-1854) fia. 1825. március 26.-án szentelték pappá. 1831-től az esztergomi Szent György, majd 1837-től ugyanott a vízivárosi Szent Ignác-templom plébánosa lett. Később pozsonyi kanonok volt.

## Munkája
- Egyházi beszéd. Esztergom, 1839 (Miskolczi Márton kanonok 50 éves papi jubilaeuma alkalmából)